# 良井鎮
良井镇，是中华人民共和国广东省惠州市惠阳区下辖的一个乡镇级行政单位。

## 行政区划
良井镇下辖以下地区：
良井社区、松元村、时化村、黄洞村、矮光村、大白村、山井村、秀峰村、前锋村、大湖洋村、官田村、二联村、北联村、楼角村、霞角村、围龙村、新塘村和桥背村。